# Neolophonotus variegatus
Neolophonotus variegatus là một loài ruồi trong họ Asilidae. Neolophonotus variegatus được Londt miêu tả năm 1988. Loài này phân bố ở vùng nhiệt đới châu Phi.